# Paul de Roumanie
 (juin 2022).
Si vous disposez d'ouvrages ou d'articles de référence ou si vous connaissez des sites web de qualité traitant du thème abordé ici, merci de compléter l'article en donnant les références utiles à sa vérifiabilité et en les liant à la section « Notes et références ».
 (Juin 2022}).
Paul Lambrino ou Paul de Roumanie(en roumain, Paul Philippe al României), né le 13 août 1948 à Paris (France), est le fils de Carol Lambrino (fils naturel du roi de Roumanie Carol II) et de la chanteuse Léna Pastor (Hélène Henriette Nagavitzine).
Son père, Carol Lambrino, est le fils aîné du roi Carol II de Roumanie, mais issu d'un mariage morganatique avec Ioana Valentina Lambrino : il est donc biologiquement le demi-frère du dernier roi de Roumanie Michel Ier. Paul-Philippe revendique néanmoins des droits à la couronne de Roumanie, s'opposant en cela à ses demi-cousines germaines, filles de l'ancien roi.

## Biographie

### Famille et éducation
Le mariage du prince héritier Carol (futur roi Carol II) et de Ioana Valentina Lambrino est célébré dans une église orthodoxe à Odessa en 1918 : mais ce mariage contraire aux lois de la maison royale est annulé par le Parlement roumain quelques mois avant la naissance de leur fils, Carol Lambrino (père de Paul). En 1921, le prince héritier Carol épouse alors la princesse Hélène de Grèce et de Danemark, avec qui il a un fils, le futur roi Michel Ier.
Le jeune Paul, né en 1948, grandit donc en France où son père a vécu toute son enfance et la majeure partie de sa vie d'adulte, avec sa propre mère. Ses parents se marient en 1949, peu après sa naissance. En 1957, la justice française reconnaît la filiation de Carol Lambrino, ce qui lui permet d'obtenir une part d'héritage de son père - il vit toutefois dans la gêne, et Zizi Lambrino meurt en 1953, coupant tout lien avec la prestigieuse lignée. 
Enfant, Paul fréquente une école jésuite[réf. souhaitée]. Ses parents divorcent et Paul a douze ans lorsque son père épouse une Américaine et que la famille déménage à Londres au Dorset dans le Upton Palace. Il commence ses études à Gordonstoun à la même période que le prince de Galles, puis déménage à Millfield
Il travaille comme marchand d'art et promoteur immobilier.
En 1996, à l'église de Cașin, il épouse Lia Georgia Triff, citoyenne américaine originaire de Dearborn, dans le Michigan, qui a auparavant divorcé de l'avocat Melvin Belli.
Le couple a un enfant, prénommé Carol Ferdinand, né par fécondation in vitro le 11 janvier 2010 à la maternité Regina Maria de Bucarest ; Lia Triff est alors âgée de 60 ans,. Carol Ferdinand est baptisé en 2010 à l'église Domnița Bălaşa de Bucarest, le président roumain Traian Băsescu officiant comme parrain de l'enfant
, et dans l'indifférence des milieux monarchistes roumains.
En décembre 2011, il est nommé « ambassadeur de l'amitié roumano-chinoise » à Pékin,.

### Différends avec le roi Michel
En 2005, Paul, réclamant des droits à la couronne de Roumanie,, affirme que le roi Michel Ier a créé et dirigé un État nazi entre 1940 et 1944, encourageant et approuvant la déportation et le meurtre de Juifs roumains. Il appelle alors à l'exécution du roi Michel. Dans The Jerusalem Post, l'historien Jean Ancel rejette cependant ces affirmations et salue les actes de guerre du roi et de sa mère, la reine Hélène, reconnue en 1993 à titre posthume « Juste parmi les nations ».

### Condamnation en justice
Le 18 novembre 2020, il est visé par un mandat d'arrêt international d'Interpol après qu'il a été accusé, avec l'homme d'affaires Remus Truică et plusieurs autres hommes d'affaires, de trafic d'influence, de blanchiment d'argent et de corruption entre les années 2006 et 2013,. Il a en outre déjà été placé en détention,,. Il estime que ces poursuites sont intentées car il réclame son héritage composé de propriétés, terrains et tableaux de maîtres.
Il est arrêté en France en juin 2022 et est temporairement libéré de prison, dans l'attente d'un procès en extradition,.
Les premiers verdicts français et européens s'opposent à son extradition. Le 29 novembre 2023, la cour d'appel de Paris confirme la décision française, et refuse d'autoriser la remise de Paul de Roumanie au gouvernement roumain. Selon la juridiction française, il existe « un risque réel de violation de la Charte des droits fondamentaux de l'Union européenne » dans l'hypothèse d'une extradition de ce dernier.
En avril 2024, il est arrêté à Malte en vue d'une extradition.

## Prétention dynastique

### Position généalogique
Le prince Paul de Roumanie est le fils de Carol Lambrino, fils naturel du roi de Roumanie Carole II. Le prince héritier Carol de Roumanie (futur roi Carol II) a épousé Ioana Valentina "Zizi" Lambrino en 1918 à Odessa mais le mariage a été cassé par le parlement de Roumanie avant la naissance de l'enfant.

### Dispute dynastique
Le roi Ferdinand Ier avait demandé à son fils aîné Carol (futur Carol II) de divorcer de son épouse morganatique Zizi Lambrino et, devant son refus, a fait annuler civilement ce mariage en 1919. Cette annulation controversée est à l'origine de la dispute dynastique des Hohenzollern de Roumanie, entre la branche aînée représentée par Paul-Philippe (Paul de Roumanie selon lui-même), et la branche cadette représentée par son oncle, l'ex-roi Michel, dont la descendance considère qu'il ne peut s'appeler que Paul-Philippe Lambrino et que le titre de prince ne peut lui être reconnu. Bien qu'il n'y ait pas d'enjeu de pouvoir, de fortune ou de trône, aucune tentative de conciliation n'a abouti.

### Développements récents
Selon lui, le roi Michel aurait abdiqué en sa faveur et celle de ses descendants en 1947 renonçant aussi à toutes ses prérogatives royales après deux semaines de négociations financières avec le gouvernement communiste. Il intente une action en Roumanie en 1991 contre le roi Michel.
Lors de l'élection présidentielle roumaine de 2000, la candidature de Paul-Philippe de Hohenzollern, qui désire se présenter comme candidat indépendant, est rejetée.
En 2011, Michel rompt les liens avec la maison de Hohenzollern-Sigmaringen pour former la maison de Roumanie, Paul de Roumanie s'y oppose, qualifiant cette décision de « geste inexplicable », en rupture avec les « liens historiques et dynastiques » entre la maison royale de Roumanie et la dynastie allemande de Hohenzollern-Sigmaringen.
L'affaire prend fin en février 2012, lorsque la Haute Cour de cassation et de justice étend à la Roumanie la décision du tribunal de Lisbonne (1955) reconnaissant le père de Paul (Carol Lambrino) comme le fils du roi Carol II. La décision a des implications peu claires en ce qui concerne à la fois le trône et la succession de biens. À la suite de cette décision, la direction de la maison royale continue cependant à être mise en débat, tandis que la revendication de Hohenzollern sur 62,5 % du patrimoine royal — correspondant à la moitié des biens de Carol II, plus la part de sa veuve, Elena Lupescu, qui lui aurait été léguée —, ainsi que son calcul, font l'objet de contestations[réf. nécessaire].
Paul de Roumanie salue la décision « avec enthousiasme et responsabilité », promettant « de nombreux procès » pour régler les problèmes d'héritage et promet de faire don de sa part du château de Peleș au gouvernement roumain, s'il l'obtenait. Le bureau du roi Michel publie une déclaration, disant que la décision ne crée aucun droit dynastique nouveau, que lui seul peut déterminer l'appartenance à la maison royale et, par ailleurs, qu'aucun des monarques roumains n'a jamais reconnu ou accordé un titre à Carol Lambrino ou à ses descendants,.
En 2012, à la suite du verdict de la Cour suprême de justice roumaine qui reconnait Paul de Roumanie comme l'un des héritiers du roi Carol II, le roi Michel, son oncle, l'invite à des pourparlers de réconciliation[réf. nécessaire].

## Titres et honneurs

### Titulature (selon l'intéressé lui-même)
- depuis le 13 août 1948 : Son Altesse Royale le prince Paul de Hohenzollern[réf. nécessaire]

## Œuvre publiée notable
- Le roi Carol II - Une vie de mon grand-père, éditions Denoël, 1988,  (ISBN 978-2207237397).